# O slunovratu
O slunovratu je hudebně-taneční pořad Hradišťanu z roku 1998. Jiří Pavlica zhudebnil básně Jana Skácela doplněné lidovými texty i verši z Bible. Na CD vyšel v roce 1999, v roce 2002 na 2CD jako Zlatý Slunovrat a v roce 2004 na DVD i s taneční složkou pořadu choreografky Ladislavy Košíkové. Písně vyšly také ve zpěvníku O slunovratu. Album bylo oceněno Žlutou ponorkou.
V roce 2000 natočil Petr Hajn 50minutový film Slunovrat jako obrazový doprovod k písním z alba.
Jedná se komerčně o nejúspěšnější titul Indies Records, dosud se prodalo 35 000 kusů. V anketě a nejlepší album prvních třiceti let vydavatelství Indies se umístilo na třetím místě.

## O slunovratu

### Seznam písní
1. Vteřina v lednu
2. Karneval (lidová)
3. Stopadesátý sonet o jaru
4. Modlitba za vodu
5. Rozhovor a Láska (Skácel, lidová)
6. Svatý Ján (lidová)
7. Na slunci (Skácel, lidová)
8. Krátký popis léta
9. Sonet o lásce a modrém portugalu
10. Chvíle
11. Naděje s bukovými křídly a Mrtví
12. Pozdraveno budiž světlo (text z Evangelia podle Jana)
13. Poděkování

### Obsazení
- Hradišťan
  - Jiří Pavlica – housle, niněra, grumle, trumšajt, zpěv (3, 4, 7, 9, 10, 11)
  - Alice Holubová – zpěv (1, 3, 5, 8, 9)
  - Lubomír Svatoš – housle
  - David Burda – klarinet, zobcové flétny, křivé rohy, zpěv (5, 7)
  - Milan Malina – cimbál
  - Aleš Kropáč – viola
  - Oldřich Kučera, Dalibor Lesa – kontrabas
- hosté
  - Josef Fojta – klávesy, bicí, perkuse
  - Ďusi Burmeč – kytary
  - Antonín Mühlhansl – saxofony
  - Petra Kyzlinková, Viktor Kozánek – hoboj

## Zlatý Slunovrat
V roce 2001 získalo album zlatou desku za 15000 prodaných nosičů. Při této příležitosti a při příležitosti výročí 80 let od narození Jana Skácela vyšlo 1. března 2002 2CD Zlatý Slunovrat. První disk obsahuje nahrávku alba O slunovratu, druhý pak nahrávku z večera s Janem Skácelem („Jan Skácel hostem Hradišťanu“) v Uherském Hradišti 20. listopadu 1987.

## O slunovratu (DVD)
V roce 2004 vyšel pořad O slunovratu i na DVD. Vystupuje zde i taneční část Hradišťanu. Písní je na disku více, než na albu z roku 1999, ale některé zde chybí.
Zajímavost:
Videoklip jedné z písní se natáčel u Kostela svatého Michaela archanděla (Vítochov).

### Seznam písní
1. Chci to slyšet
2. Prosby
3. Pozdraveno budiž světlo
4. Vteřina v lednu
5. Karneval
6. Stopadesátý sonet o jaru
7. Svár zimy a jara
8. Modlitba za vodu
9. Lásko, milá lásko
10. Rozhovor
11. Svatojánský tanec
12. Na slunci
13. Kohouti
14. Sonet o lásce a modrém portugalu
15. Svatba
16. Naděje s bukovými křídly a Mrtví
17. Pozdraveno budiž světlo
18. Poděkování

### Účinkující
- hudebníci
  - Jiří Pavlica – 1. housle, niněra
  - Michal Krystýnek – 2. housle
  - David Burda – klarinet, flétny
  - Milan Malina – cimbál
  - Aleš Kropáč – viola
  - Dalibor Lesa – kontrabas
  - Josef Fojta – bicí a klávesové nástroje
- zpěváci
  - Alice Holubová
  - Jiří Pavlica
  - David Burda
- tanečníci
  - Marcela Hastíková, Eva Jiřikovská, Hana Košíková, Jitka Košíková, Jana Kučerová, Klára Machulková, Klára Posoldová, Kateřina Vlachovská, Jiří Beneš, Petr Hastík, Štěpán Hrňa, Josef Mikulka, Petr Pěcha, Slávek Rosůlek, Jan Verfl
- střih a režie
  - Leoš Ryška

## O slunovratu (Platinová edice)
V roce 2008 vydává label Indies Scope CD i DVD v jednom digipacku.